# Dentsu International
Dentsu International ou simplement dentsu est un groupe de communication présent dans 143 pays et rassemblant plus de 46 000 collaborateurs. Né en 2013 à la suite du rachat du groupe britannique Aegis par le groupe japonais dentsu, dentsu international accompagne 85 des 100 plus grands annonceurs mondiaux.
Dentsu International couvre l’ensemble des métiers de la communication : conseil et achat média, compréhension consommateur, création, contenu de marque, SEO/SEA, influence, opérations spéciales, programmatique, CRM, data, communication corporate[réf. souhaitée].
En 2021, dentsu international fait partie des six principaux groupes de communication au monde. Plus de 60% de ses revenus proviennent du numérique.

## Histoire et dates clés de dentsu France

### De 1966 à 2005: Fondation de Carat et expansion internationale
En 1966, Gilbert Gross fonde l’agence d’achat d’espace publicitaire Carat (pour Centrale d’Achat Radio Affichage Télévision). L’agence connaît un important développement international avant d’être acquise en 1989 par le groupe britannique WCRS. En 1990, WCRS se renommera Aegis Group[source insuffisante].
Depuis septembre 2000, le groupe est présidé par Lord Sharman of Redlynch qui s’est largement illustré etc. Depuis 2005, c’est Robert Lerwill qui assure les fonctions de Directeur Général. 
En 2003, Aegis Group crée Aegis Media.
En 2004, le groupe de communication accélère son développement en rassemblant l’ensemble des activités digitales sous l’entité Isobar et en faisant l’acquisition d’iProspect.

### 2006 à 2020
Marie-Laure Sauty de Chalon, ancienne Directrice Générale de CARAT INTERACTIVE et ancienne CEO Amérique du Nord de CONSODATA, préside le groupe en France entre 2006 et 2010.
Vincent Bolloré, un industriel et financier français, est le plus important actionnaire de la compagnie à travers la société holding Bolloré : celui-ci détient 29,12 % du capital d'Aegis au 19 juillet 2006. Désirant placer un second membre au conseil d'administration, M. Bolloré a progressivement augmenté sa participation dans le capital d'Aegis afin de faire pression sur les dirigeants. Il a toutefois été limité par la barrière des 30 %, seuil au-delà duquel il aurait été contraint d'émettre une proposition d'achat sur la totalité du capital restant, comme l'exige la législation britannique. La pression s'est donc exercée à travers l'incertitude, voire la menace, d'une telle offre.
Vincent Bolloré, par ailleurs président et principal actionnaire du groupe concurrent Havas, n'a pas pu obtenir de siège au conseil d'administration du groupe publicitaire malgré son poids dans le capital. Il reste cependant déterminé dans sa démarche. Le 25 mai 2007, lors de sa quatrième tentative, 90 % des actions non détenues par Bolloré votèrent contre ses candidats (76 %).
En juillet 2012, le groupe de communication japonais dentsu annonce le rachat d’Aegis pour se développer sur le numérique et à l'international,.
Aegis Group devient Dentsu Aegis Network en janvier 2014, réunissant les agences d’Aegis ainsi que les filiales de dentsu en dehors du Japon.
En 2017, Dentsu Aegis Network crée dentsu X, un troisième réseau mondial d’agences dédié au conseil média.

### 2020: Dentsu Aegis Network devient dentsu
Le 1er septembre 2020, le groupe annonce la nomination de Wendy Clark, ancienne CEO de DDB Worldwide, en tant que Global CEO.  
Elle engage un travail de réorganisation du groupe qui passe par un rapprochement avec sa maison-mère japonaise et une refonte de l’offre autour de la création, du média et du CxM (Consumer Experience Management ou Gestion de l’Expérience Client).
En octobre 2020, Dentsu Aegis Network devient Dentsu International Limited et opère désormais sous la marque dentsu.
De 2012 à 2020, la filiale française du groupe est présidée par Thierry Jadot accompagné par Benjamin Grange, DG du pôle consulting (dès 2016) et par Pierre Calmard, DG du pôle média et Olivier Sebag, DG du pôle création (tous deux nommés en octobre 2017).
Depuis octobre 2020, Pierre Calmard a été nommé CEO de dentsu France et mène depuis une transformation profonde au sein du groupe (déménagement des locaux, flex-office, nouvel accord du temps de travail favorisant le télétravail) et travaille à une simplification de l’offre (avec 5 agences contre une dizaine auparavant).
En janvier 2021, Dentsu cède Dentsu Consulting, filiale de Dentsu France, à Benjamin Grange et ses associés. Dentsu Consulting est renommée Mascaret en décembre 2021.
En France, le groupe dentsu est constitué de quatre agences, concentrées sur deux grands métiers : iProspect, Carat et dentsu X (conseil média), Dentsu Creative (création et expérience consommateur). Le groupe possède en outre des structures transverses dédiées au média (dentsu trading) .

## Données financières
- Capitalisation boursière[Quand ?] : 1,5 milliard d'euros
- Chiffre d'affaires en 2005 : 8,079 milliards d'euros